# (13425) Waynebrown
(13425) Waynebrown est un astéroïde de la ceinture principale.

## Description
(13425) Waynebrown est un astéroïde de la ceinture principale. Il fut découvert le 15 novembre 1999 à Fountain Hills (Arizona) par Charles W. Juels. Il présente une orbite caractérisée par un demi-grand axe de 3,06 UA, une excentricité de 0,15 et une inclinaison de 0,7° par rapport à l'écliptique.

## Compléments